# لوران نوتال
لوران نوتال (مواليد 29 يوليو 1952) عالم فيزياء فلكية، ومدير أبحاث متقاعد في المركز الوطني الفرنسي للبحث العلمي، وباحث في مرصد باريس. وهو مؤلف ومخترع نظرية نسبية سلم القياس، التي تهدف إلى توحيد فيزياء الكم ونظرية النسبية.

## المسيرة العلمية
بدأ نوتال عمله المهني في مجال النسبية العامة. دافع عن أطروحته للدكتوراه في يونيو 1980، بعنوان "Perturbation of the Hubble relation by clusters of galaxies"، حيث أظهر أن عناقيد المجرات ككل قد تعمل كعدسات جاذبية على مصادر بعيدة. نُشرت بعض هذه النتائج في مجلة نيتشر.

## نظرية نسبية سلم القياس
نشأت نظرية نسبية سلم القياس على نطاق واسع من الرغبة في إرساء أساس لميكانيكا الكم بناءً على المبادئ الفيزيائية الأولى: مبدأ النسبية، والتفسير الهندسي للخصائص الفيزيائية ومبدأ التحسين الذي فسره كمبدأ خط متقاصر. وبطريقة مماثلة لأن الجاذبية هي مظهر من مظاهر الهندسة المنحنية الجوهرية للزمكان في النسبية العامة، فإن الخصائص الكمومية هنا هي مظهر من مظاهر خاصية أخرى للزمكان في المقاييس الصغيرة، وهي عدم قابليتها للتفاضل الجوهري. بالإضافة إلى اقتراح أساس أفضل لميكانيكا الكم الميكروفيزيائية، فإنها تقترح أيضًا أن العديد من الأنظمة الكلاسيكية العيانية ذات السلوك الفوضوي للغاية يمكن اعتبارها غير قابلة للتفاضل وبالتالي يمكن وصفها بقوانين شبيهة بالكم العيانية. ومن أمثلة هذه التطبيقات: تكوين الكواكب في مرحلة القرص الكوكبي الأولي، عمليات القذف العنيفة مثل إنشاء السديم الكوكبي أو الاضطرابات في السوائل. ولكن لم يحظ الاقتراح بقبول واسع النطاق من قبل المجتمع العلمي.